# Mount Vernon (Texas)
Mount Vernon település az Amerikai Egyesült Államok Texas államában, Franklin megyében, melynek megyeszékhelye is. Lakosainak száma 2491 fő (2020. április 1.).

## Népesség
A település népességének változása:

| 2010 | 2 662 |
| 2020 | 2 491 |